# Barski akvadukt
Barski akvadukt (cyr. Барски аквадукт) – kamienny akwedukt pochodzący z XV–XVII wieku. Znajduje się w Starim Barze, mieście zniszczonym podczas trzęsienia ziemi w 1979 roku.

## Historia
Zgodnie z obowiązkiem jałmużny muzułmanie mieszkający na terenie Czarnogóry składali często darowiznę nazywaną wakf, którą przeznaczano na budowę obiektów religijnych lub mających służyć całej społeczności. Fundatorem akweduktu był pochodzący z Prisztiny kupiec Zejnel-beg Averić, który po przeprowadzeniu się do Baru utworzył fundację na rzecz budowy i utrzymania akweduktu. Na ten cel przeznaczył środki finansowe oraz gaj oliwny. W 1905 roku fundacja posiadała 4743 fioriny i 926 drzewek oliwnych. Akwedukt doprowadzał wodę do miasta ze strumienia w górach Rumija. Aby było to możliwe poprowadzono budowlę o długości 3 km, składającą się z 17 łuków mających różną szerokość. Woda płynęła w ceramicznych rurach o średnicy 12 cm i długości 30 cm. Na początku XIX wieku wodę z akweduktu doprowadzono również do istniejącej w mieście twierdzy. W 1905 roku rury zostały wymienione na żelazne. Akwedukt działał do 1979 roku, kiedy to został uszkodzony w wyniku trzęsienia ziemi i kilka przęseł zawaliło się. W latach 80. XX wieku został zrekonstruowany. W mieście pozostały liczne studnie i fontanny, jednak spora część z nich w 2012 roku była zaniedbana i niszczała.
Jest to jeden z trzech największych i najlepiej zachowanych akweduktów w rejonie byłej Jugosławii. Pozostałe dwa znajdują się w Skopju, w Macedonii Północnej i w Splicie, w Chorwacji.